# Mamadou Sakho
Pour les articles homonymes, voir Sakho.
Mamadou Sakho, né le 13 février 1990 dans le 18e arrondissement de Paris, est un ancien footballeur international français qui évoluait au poste de défenseur.
Sakho fait ses débuts au football au Paris FC où il arrive enfant, avant de rejoindre le centre de formation du Paris Saint-Germain en 2002. Grand espoir du club, il joue pour la première fois en équipe première en octobre 2007, lors d'un match où Paul Le Guen fait de lui, à 17 ans, le plus jeune capitaine de l'histoire du championnat de France. Devenu rapidement titulaire en défense centrale, sous la direction de Le Guen puis d'Antoine Kombouaré, il est nommé meilleur espoir du championnat en 2011. Ses capacités physiques, son style de jeu généreux et ses capacités de meneur d'hommes lui valent d'être comparé à son compatriote et aîné Lilian Thuram. Il est de plus un excellent tacleur.
En 2013, alors que son club dispose de moyens financiers très augmentés, son temps de jeu est réduit par le recrutement à son poste des Brésiliens Thiago Silva et Marquinhos. Il décide alors de quitter Paris et signe à Liverpool, en Angleterre.
Sélectionné en équipe de France dans toutes les catégories de jeunes, souvent comme capitaine, Sakho fait ses débuts en sélection A en novembre 2010 contre l'Angleterre. Après avoir tenu un rôle décisif lors du match de barrage retour face à l'Ukraine (doublé inscrit), il est titulaire lors de la Coupe du monde 2014 où la France est éliminée en quart de finale.
Il fait son retour en Ligue 1 en 2021 en signant au Montpellier HSC.
Le 2 novembre 2023, Mamadou Sakho annonce quitter le MHSC et ainsi mettre fin à son contrat avec le club héraultais. Une décision qui intervient 9 jours après une altercation avec son entraîneur Michel Der Zakarian.

## Biographie

### Enfance et débuts
Né dans le 18e arrondissement de Paris, de parents sénégalais d’ethnie diakhanké, Mamadou Sakho est le cinquième de six frères et sœurs habitant le quartier de la Goutte-d'Or. Il s'installe ensuite avec sa famille porte de Vincennes, dans le quartier de Reuilly (12e arrondissement de Paris), puis à Villeneuve-Saint-Georges (Val-de-Marne) pour finalement arriver dans le quartier des Orteaux, 20e arrondissement de Paris. Mamadou Sakho y apprend le football. Il commence le football à l'âge de huit ans avec le Paris FC.
Repéré par le Paris Saint-Germain, il rejoint le club en 2002 à l'âge de 12 ans. Il s'adapte difficilement au PSG mais son éducateur de l'époque, Christian Mas, le considère comme « un exemple sur et hors du terrain » et tente tant bien que mal de le conserver. Un an plus tard, Sakho en devient un membre emblématique. Il est même promu capitaine de sa formation.
Au total, Sakho passe près de six ans au Camp des Loges, le centre de formation du Paris SG. Dès l'âge de 16 ans, il fait ses premières apparitions dans le groupe professionnel. Il est même à plusieurs reprises dans le groupe parisien pour des matches de championnat, malgré aucun temps de jeu. Lors de la saison 2006-2007, Paul Le Guen, alors entraîneur de l'équipe parisienne, lui donne sa chance avec une première titularisation pour son premier match professionnel le jour de ses 17 ans lors d'un seizième de finale de la Coupe UEFA face à l'AEK Athènes.

### Carrière en club

#### Paris Saint-Germain (2007-2013)

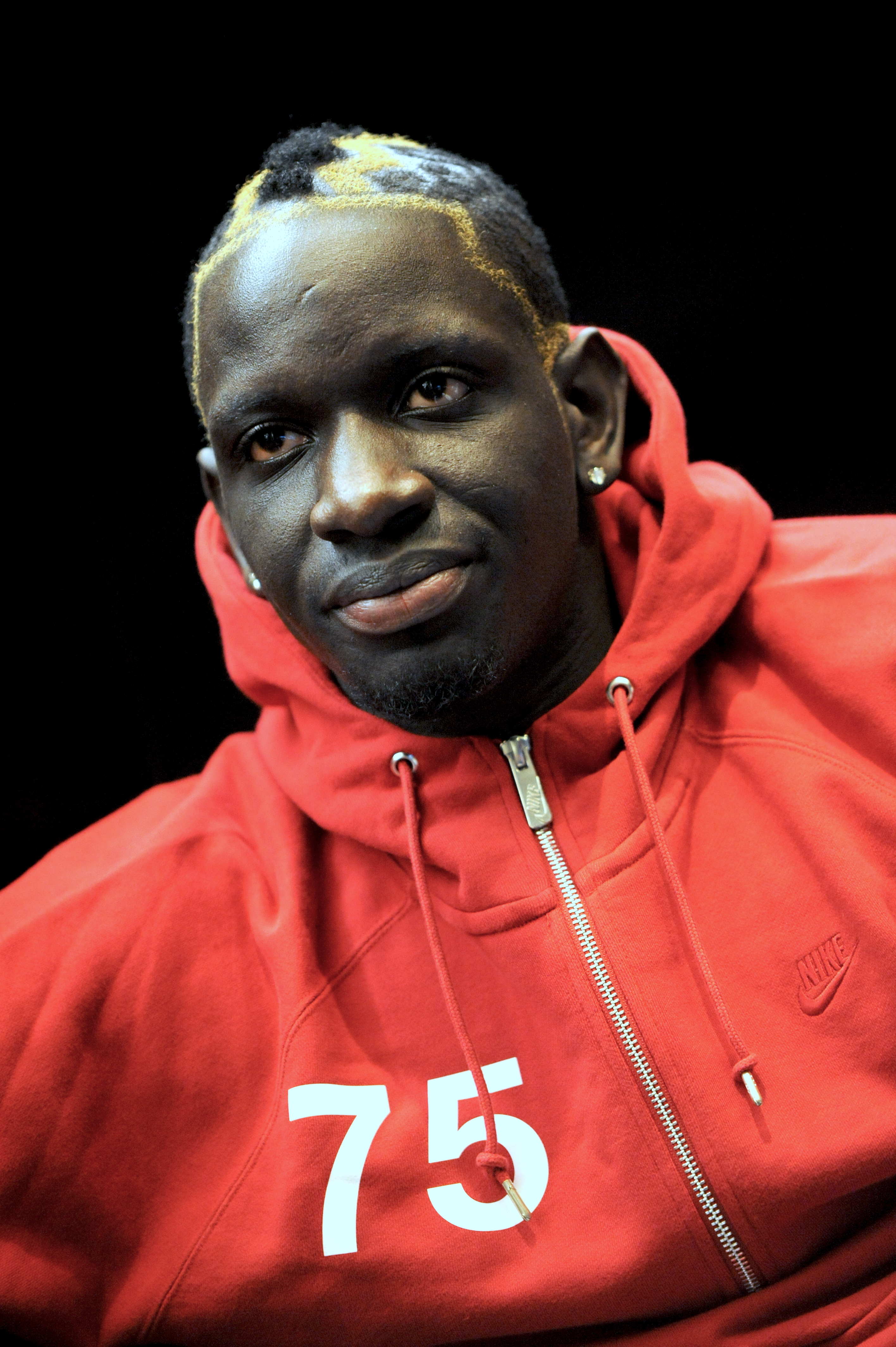
Mamadou Sakho, le 21 octobre 2009 à Paris.

Le 14 juin 2007, Sakho signe son premier contrat professionnel de trois ans avec le Paris Saint-Germain à 17 ans et porte le numéro 29[réf. nécessaire]. Il fait sa première apparition le 26 septembre 2007 à l'occasion d'un match de Coupe de la Ligue face au FC Lorient (victoire 3-0). Le 20 octobre 2007, Paul Le Guen désigne Sakho capitaine pour sa première titularisation en Ligue 1 face au Valenciennes FC (0-0). À l'âge de 17 ans et 8 mois, il devient le plus jeune capitaine dans l'histoire du PSG et de la Ligue 1. Pour le match suivant face à l'Olympique lyonnais, Mamadou est de nouveau nommé capitaine (défaite 2-3). Il fait son retour le 23 février 2008 dans un match contre l'AS Monaco (1-1). Il disputera l'intégralité de la finale de la Coupe de la Ligue 2007-2008, victoire 2-1 face au RC Lens. Sakho remporte donc le premier trophée majeur de sa carrière. À l'issue de cette saison 2007-2008, Sakho a disputé 16 matchs et a contribué au maintien du club, qui finit à la seizième place.
La saison suivante, il se blesse face au SM Caen, ce qui le tient éloigné des terrains durant deux mois. Le 30 janvier 2009, le Paris Saint-Germain prolonge le contrat de Sakho jusqu'en juin 2012. Il marque deux semaines plus tard le premier but de sa carrière face à l'AS Saint-Étienne. Le PSG finit sixième du championnat, atteint la demi-finale de la Coupe de la Ligue et les quarts de finale de la Coupe UEFA. Mamadou a joué un total de 34 matchs.
La saison 2009-2010 est la saison de la consécration pour Sakho, après s'être débarrassé de la concurrence possible de Gabriel Heinze en menaçant la direction parisienne de quitter le club si celui-ci est recruté, Sakho devient un titulaire régulier en défense aux côtés des Zoumana Camara ou de Sammy Traoré. Au total, il dispute 32 matchs de Ligue 1. Au milieu de la saison, Sakho est impliqué dans une controverse puisqu'il gifle un journaliste du quotidien Le Parisien. Cette gifle aurait été une réponse à un article de ce dernier sur une présumée sortie en boîte de nuit la veille d'un match, Sakho s'excuse auprès du journaliste quelques semaines plus tard. Malgré cette tourmente médiatique, Sakho enchaîne les bonnes performances, mais la saison du PSG est une nouvelle fois décevante. Le club termine la saison à la treizième place du classement mais sauve sa saison en remportant la coupe de France le 1er mai 2010 face à l'AS Monaco grâce à un but de Guillaume Hoarau dans les prolongations. Sakho a disputé l'intégralité de la rencontre et remporte ainsi son deuxième trophée avec le PSG.

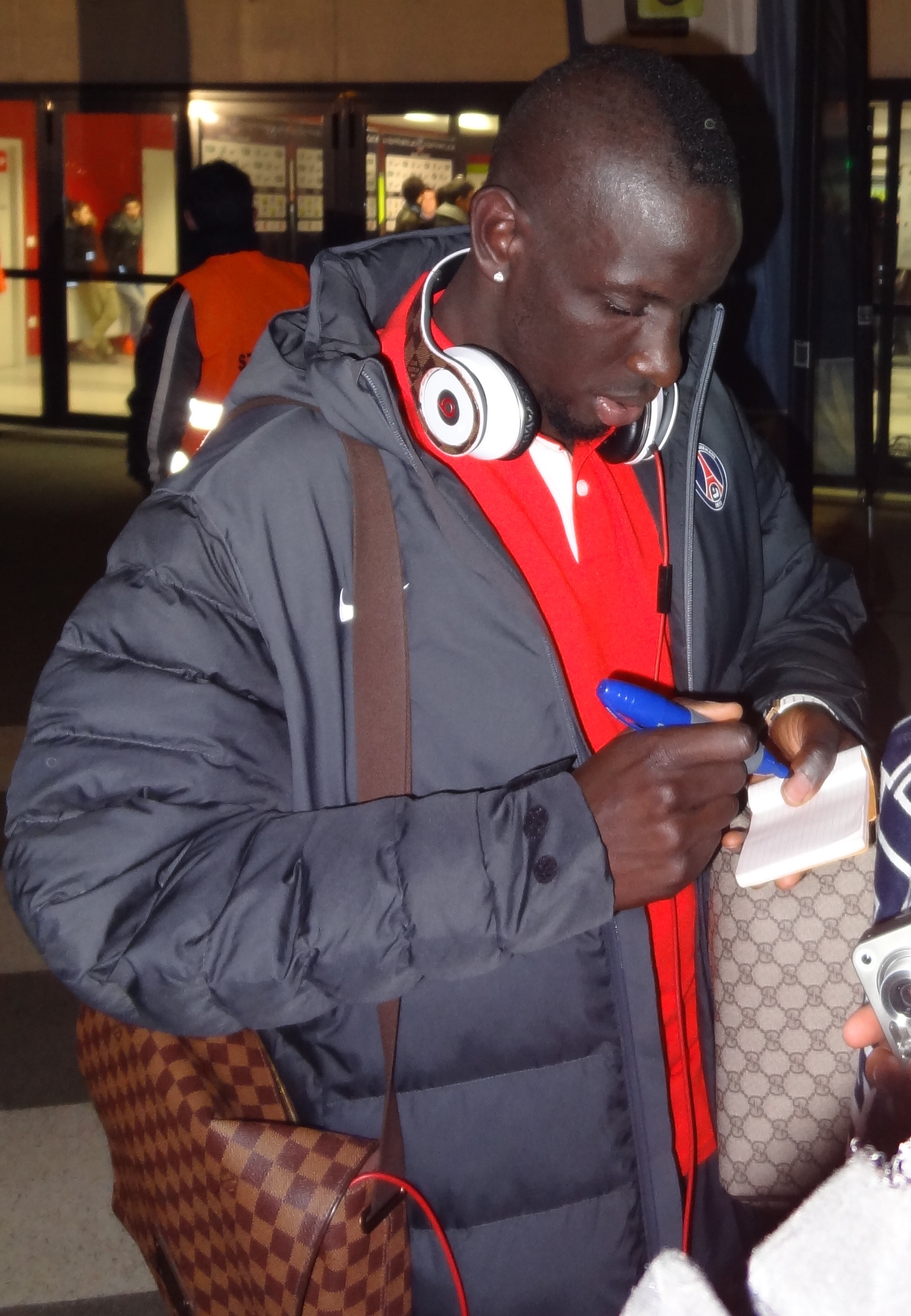
Sakho sous les couleurs du PSG.

Mamadou Sakho forme avec Zoumana Camara la charnière centrale du début de la saison 2010-2011. Il devient un capitaine régulier en Ligue Europa à la suite des absences de Claude Makelele. À partir de septembre, Sakho se voit associé à Sylvain Armand en défense centrale. Malgré le fait que ces deux joueurs soient gauchers, ils forment un duo remarquable. Sakho devient le taulier de l'équipe parisienne. Il se montre décisif dans les duels défensifs, soigne ses relances et devient même buteur à quatre reprises. L'influence de Sakho sur le renouveau parisien est indéniable. Avec 50 matchs joués, Mamadou participe grandement à la bonne saison parisienne qui termine à la quatrième place du championnat et dispute la finale de coupe de France perdue 1-0 face à Lille OSC. Il prolonge son contrat avec Paris Saint-Germain jusqu'en 2014. Le 22 mai 2011, il remporte le trophée du meilleur espoir de Ligue 1 2010-2011.
À l'aube de la saison 2011-2012, et à tout juste 21 ans, Sakho se voit confier le brassard de capitaine à la suite du départ à la retraite de Claude Makelele. Sa première moitié de saison est délicate. En effet, Sakho ne parvient pas à être régulier dans ses performances. Malgré cela, Antoine Kombouaré lui réitère sa confiance, et l'aligne quasiment à toutes les rencontres de la première moitié de championnat malgré une blessure en début de saison.
À la trêve, Antoine Kombouaré est remplacé par l'Italien Carlo Ancelotti. Cela n'arrange pas les affaires du Parisien puisque Ancelotti recrute le Brésilien Alex en provenance de Chelsea. Ancelotti le fait quand même jouer, mais Sakho n'est pas convaincant, il finit la saison sur le banc de touche. Il a disputé 26 matchs et le PSG finit deuxième.
À la veille de la saison 2012-2013, le PSG recrute l'un des meilleurs défenseurs centraux du monde en la personne de Thiago Silva, en provenance de l'AC Milan. Sakho devient le troisième choix en défense centrale derrière Alex. Il joue son premier match en Ligue des champions face au FC Porto (défaite 1-0). Mi-saison, les deux défenseurs brésiliens se blessent et Sakho retrouve une place de titulaire. Associé à Camara ou Armand, les performances de Sakho sont qualifiées d'exceptionnelles par le technicien italien. Lors de la dernière journée de championnat face au FC Lorient, Mamadou entre en jeu au poste de gardien de but dans les dix dernières minutes après l'exclusion de Ronan Le Crom, rentré plus tôt à la place d'Alphonse Areola. Il concède un penalty mais n'encaisse pas d'autre but. Sakho a joué un total de 34 matchs dont 27 journées de championnat, il devient champion de France pour la première fois de sa carrière.

#### Liverpool FC (2013-2017)
Le 2 septembre 2013, Mamadou Sakho signe au Liverpool FC pour 19 millions d'euros assortis de 4 millions de bonus,.
Dans l'équipe managée par Brendan Rodgers, il inscrit son premier but avec les Reds le 7 décembre 2013, lors d'une victoire contre West Ham United (4-1). À l'issue d'une saison intense, Liverpool échoue à deux points de Manchester City et se classe deuxième du championnat. Luis Suárez part à l'intersaison, et c'est sans son buteur prolifique que les Reds retrouvent la Ligue des champions.
Pour la dernière année de Steven Gerrard du côté d'Anfield, l'équipe se classe sixième de Premier League et se fait éliminer précocement en Ligue des champions, puis en Ligue Europa. Les dirigeants décident alors de changer d'entraîneur.
Blessé durant une grande partie de la saison 2015-2016, Sakho revient dans le sprint final et participe au retour au premier plan du club de la Mersey. Le 14 avril, il inscrit un but décisif lors du quart de finale de Ligue Europa contre Dortmund.
En avril 2016, après avoir été contrôlé positif à un brûleur de graisse, Mamadou Sakho est suspendu provisoirement par l'UEFA pour une durée de trente jours, ce qui le prive de la finale de la Ligue Europa et de l'Euro 2016. Le 9 juillet 2016, il est relaxé.
Lors de la préparation de la saison 2016-2017, Mamadou Sakho est renvoyé du stage de pré-saison par Jürgen Klopp, à cause d'un problème de comportement. Écarté de l'équipe première jusqu'en janvier, il est alors prêté à Crystal Palace.

#### Crystal Palace (2017-2021)
Dans un effectif où il retrouve d'autres Français comme Steve Mandanda et Yohan Cabaye, son équipe obtient le maintien sous les ordres de Sam Allardyce.
Le 31 août 2017, lors de la toute fin du mercato, Mamadou Sakho signe officiellement un contrat de quatre ans avec Crystal Palace, pour une somme de 28,2 millions d'euros. Il s'agit alors du plus gros transfert de l'histoire de ce club. Frank de Boer est devenu l'entraîneur, mais après un début de saison délicat, il est remplacé par Roy Hodgson. Le 25 novembre 2017, alors que son équipe est dernière du championnat, Sakho marque dans les arrêts de jeu contre Stoke City et permet de l'emporter (2-1 à Selhurst Park).
En janvier 2019, Roy Hodgson annonce que son joueur sera absent pour une longue période, à cause d'une blessure aux ischio-jambiers.

#### Montpellier (2021-2023)
En juillet 2021, il revient en France et s'engage pour 3 ans au Montpellier Hérault Sport Club.
À l'instar de ses coéquipiers, il réalise une première partie de saison excellente sous ses nouvelles couleurs. Souvent blessé et relégué ensuite sur le banc avec l'émergence de Maxime Estève, Mamadou Sakho connaîtra une fin de saison compliquée. Il disputera tout de même 29 matchs sur sa première saison au MHSC 
La saison suivante, Mamadou Sakho la débute en tant que titulaire. Rapidement, ses prestations sont remises en question. Il perd sa place au profit de Christopher Jullien tout juste recruté durant l'été, puis de Kiki Kouyaté qui est venu renforcer le MHSC durant le mercato d'hiver.
Le 25 octobre 2023, il a une altercation avec son entraîneur Michel Der Zakarian. Selon L'Équipe, après une remarque de son coach, l'international français l'aurait attrapé par le col avant de le faire tomber à terre. Le 2 novembre 2023, le joueur annonce sa séparation avec le club, d'un commun accord, en parodiant une chanson de Charles Aznavour : « il faut savoir quitter la table lorsque le respect n'est plus servi ».

#### Torpedo Koutaïssi (2024-2025)
En juin 2024, il rejoint le Torpedo Koutaïssi en Géorgie, où il signe un contrat qui s'étend sur une saison renouvelable.

### Équipe de France
Dès l'âge de 13 ans Mamadou Sakho fait ses débuts avec les Bleuets aux côtés d'entre autres Yacine Brahimi, Tripy Makonda, Maxime Partouche et Sébastien Corchia. Sakho a fait ses débuts avec l'équipe de France U16 le 21 mars 2006 lors d'un match amical contre l'Allemagne (victoire 3-1). Il a marqué son seul but en U16 lors d'une victoire 1-0 sur l'Angleterre durant le Tournoi de Montaigu, remporté par la France contre l'Italie (2-1 en finale).
Avec l'équipe de France U17, Sakho a fait ses débuts dans le match d'ouverture contre l'équipe de Chypre dans un tournoi international de jeunes. Au milieu de la saison, Sakho est nommé capitaine par l'entraîneur François Blaquart. Sous la houlette de Sakho, l'équipe a atteint les demi-finales du Championnat d'Europe des moins de 17 ans puis les quarts de finale de la Coupe du monde U17, qui a eu lieu en Corée du Sud.
Son temps de jeu augmentant avec le PSG, Sakho ne fait que quatre apparitions avec l'équipe de France U18. Il fait ses débuts pour l'équipe le 18 décembre 2007 lors d'un match amical contre le Portugal et plus tard aussi dans deux matches amicaux contre l'Allemagne. De la même façon avec équipe de France U19, son temps de jeu est limité, non seulement en raison de son temps de jeu avec le Paris Saint-Germain, mais aussi en raison de ses engagements avec l'équipe de France espoirs. Malgré seulement quatre apparitions avec l'équipe, il a été choisi pour participer au Championnat d'Europe U19 de 2009 mais le Paris Saint-Germain refuse sa participation, Sakho ayant déjà joué dans le Tournoi de Toulon 2009, qui a eu lieu le même mois.
Le 8 septembre 2009, Sakho marque son premier but en espoirs contre l'Ukraine en éliminatoire du championnat d'Europe espoirs 2011. Un mois plus tard, il est nommé capitaine de l'équipe à la suite de la sélection de l'ancien capitaine Moussa Sissoko en équipe de France.
Malgré sa participation à toutes les catégories de jeunes de l'Équipe de France, Sakho n'a remporté aucun trophée majeur avec les Bleuets.
Le 5 août 2010, il est appelé pour la première fois en équipe de France par Laurent Blanc pour un match amical contre la Norvège mais ne participe pas à la rencontre. Le 17 novembre 2010, il fête sa première sélection contre l'Angleterre au Wembley Stadium en remplaçant Philippe Mexès à la mi-temps. Il est de nouveau sélectionné par Laurent Blanc le 26 août 2010 pour affronter la Biélorussie et la Bosnie-Herzégovine lors des matchs des éliminatoires du Championnat d'Europe de football 2012.

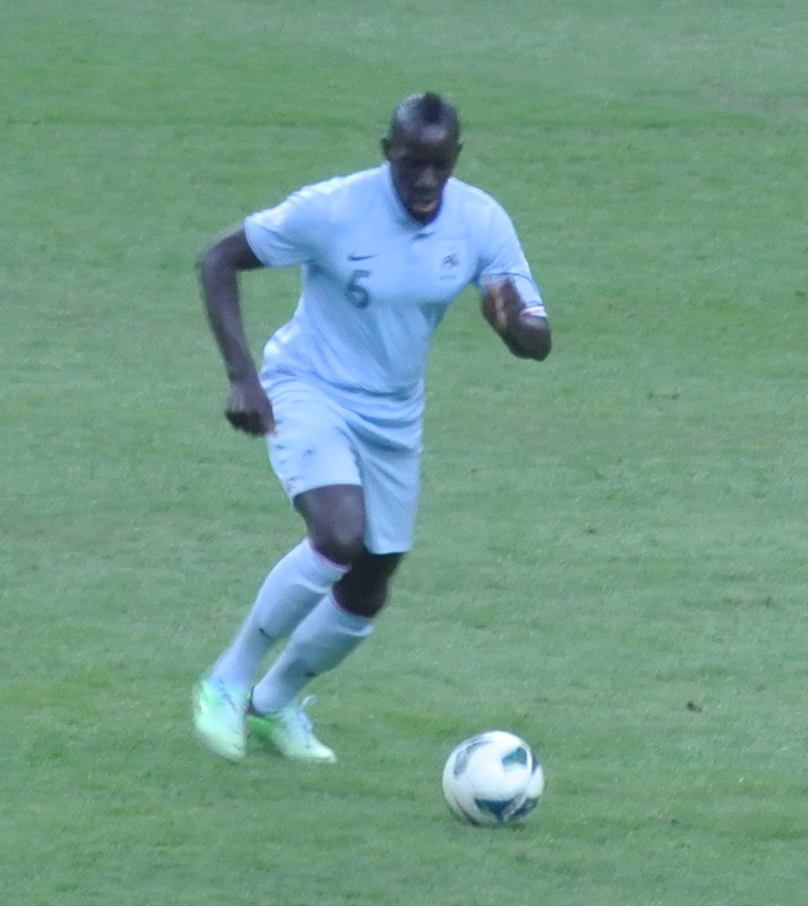
Mamadou Sakho, en équipe de France, le 22 3 2013.

Le 3 juin 2011, il honore sa première titularisation avec les Bleus contre la Biélorussie et devient alors à 21 ans et trois mois le troisième plus jeune défenseur à être titularisé en équipe de France derrière Patrick Battiston (19 ans et 11 mois) et Maxime Bossis (20 ans et 9 mois). Pour sa première titularisation en Bleu, sa prestation est jugée médiocre, mais Blanc le titularise une nouvelle fois quelques jours plus tard lors de la victoire 1-4 en Ukraine. Loin de son niveau en club, le jeune joueur est laissé sur le banc lors du dernier match de la tournée de l'Équipe de France en Europe de l'Est face à la Pologne. Le 15 mai 2012, Laurent Blanc dévoile les pré-sélectionnés pour l'Euro 2012, Mamadou Sakho n'y figure pas à cause de la période délicate qu'il traverse en club.
Avec l'arrivée du sélectionneur Didier Deschamps, Sakho fait son retour en Bleu et dispute alors la majeure partie des matchs de la sélection. Lors des matchs de barrages face à l'Ukraine, il profite de l'expulsion de Laurent Koscielny et la mauvaise prestation d'Éric Abidal au match aller et la défaite (2-0) pour être titularisé au côté de Raphaël Varane. Lors du retour au Stade de France, Mamadou Sakho inscrit un doublé qui permet à la France de disputer le Mondial brésilien (victoire 3-0).
Le 27 mai 2014, sept ans après avoir porté pour la première fois le brassard de capitaine du PSG, il devient pour la première fois capitaine de l'équipe de France en match amical contre la Norvège (victoire 4-0) et est par cette même occasion, nommé vice-capitaine de la sélection tricolore.
Il participe à la Coupe du monde 2014 au Brésil. La France est dans le groupe E, en compagnie de la Suisse, de l'Équateur et du Honduras. Sakho est titulaire pour le premier match contre le Honduras qui se solde par une victoire des Français 3 buts à 0. Il est également titulaire lors du deuxième match contre la Suisse et participe ainsi au large succès des bleus par 5 buts à 2. Enfin, il débute contre l'Équateur lors du dernier match de la phase de poule qui s'achève sur un score nul et vierge de 0-0. La France termine première de son groupe et affronte le Nigeria en huitièmes de finale. Il n'est pas titulaire cette fois-ci et la France s'impose 2 à 0. Il est titulaire pour le quart de finale contre l'Allemagne en défense aux côtés de Raphaël Varane. Les Bleus s'inclinent 1-0 après un but de Mats Hummels en début de match. La France est éliminée et Sakho a joué quatre matchs sur cinq.
Sakho n'est pas sélectionné pour l'Euro 2016 à la suite de sa suspension relative à un contrôle antidopage positif. Le 9 juillet 2016, il est relaxé.
Cantonné dans un rôle de réserviste pour la Coupe du monde 2018, il est rappelé par le sélectionneur le 4 octobre 2018, pour les matchs contre l'Islande (amical) et l'Allemagne (Ligue des nations). À 28 ans, le joueur se dit ravi de son retour, mais reste sur le banc durant les deux rencontres. De nouveau appelé lors du rassemblement suivant, il revêt de nouveau le maillot bleu le 20 novembre 2018, lors d'un match amical contre l'Uruguay.

### Autres activités
Préparant son après carrière de footballeur, Mamadou Sakho annonce le 19 avril 2023 la création d'une startup.

## Vie privée
Mamadou Sakho se marie le 17 juin 2012 avec Majda Magui. Le 11 février 2013, la veille d'un match de Ligue des champions, le couple donne naissance à une fille, Aida. Le couple a une deuxième fille, Sienna, née le 4 août 2015. Le 22 février 2018, le couple donne naissance à un troisième enfant, un garçon prénommé Tidiane. En mai 2023, ils accueillent leur quatrième enfant, une petite fille prénommée Niya.
Lorsqu'il évoluait au PSG, Mamadou Sakho touchait un salaire de 330 000 euros par mois. Le joueur est sponsorisé par Puma.

## Polémiques

### Avril 2016: Dopage
En avril 2016, après avoir été contrôlé positif à un brûleur de graisse, Mamadou Sakho est suspendu provisoirement par l'UEFA pour une durée de trente jours, ce qui le prive de l'Euro 2016. Le 9 juillet 2016, il est relaxé.

## Palmarès

### En club
Avec son club formateur du Paris Saint-Germain, il est champion de France en 2013 après avoir été vice-champion en 2012. Il remporte la coupe de France en 2010 et la Coupe de la Ligue en 2008. Il est finaliste du Trophée des champions en 2010.
Parti outre-manche, sous les couleurs du Liverpool FC, il est finaliste de la Coupe de la Ligue en 2016, et de la Ligue Europa en 2016, perdue contre le FC Séville (1-3).

### Distinctions personnelles
Sur le plan individuel, il est nommé dans  l'équipe type de Ligue 1 en  2011. Il remporte également le Trophées UNFP du meilleur espoir de Ligue 1 en 2011 après avoir remporté le Trophée UNFP du meilleur joueur du mois de Ligue 1 en avril 2011.
Au travers de son association AMSAK, il s'est vu récompenser par l'UNFP, qui l'a élu joueur citoyen de l'année en 2022.

## Statistiques
| Saison                | Club                  | Championnat           | Championnat | Championnat | Coupe nationale | Coupe nationale | Coupe de la Ligue | Coupe de la Ligue | Supercoupe | Supercoupe | Compétition(s) continentale(s) | Compétition(s) continentale(s) | Compétition(s) continentale(s) | France | France | Total | Total |
| Saison                | Club                  | Division              | M.          | B.          | M.              | B.              | M.                | B.                | M.         | B.         | Comp.                          | M.                             | B.                             | M.     | B.     | M.    | B.    |
| 2006-2007             | Paris Saint-Germain   | Ligue 1               | -           | -           | -               | -               | -                 | -                 | -          | -          | C3                             | 2                              | 0                              | -      | -      | 2     | 0     |
| 2007-2008             | Paris Saint-Germain   | Ligue 1               | 12          | 0           | 2               | 0               | 2                 | 0                 | -          | -          | -                              | -                              | -                              | -      | -      | 16    | 0     |
| 2008-2009             | Paris Saint-Germain   | Ligue 1               | 23          | 1           | 1               | 0               | 3                 | 0                 | -          | -          | C3                             | 7                              | 0                              | -      | -      | 34    | 1     |
| 2009-2010             | Paris Saint-Germain   | Ligue 1               | 32          | 0           | 5               | 0               | 2                 | 0                 | -          | -          | -                              | -                              | -                              | -      | -      | 39    | 0     |
| 2010-2011             | Paris Saint-Germain   | Ligue 1               | 35          | 4           | 4               | 0               | 1                 | 0                 | 1          | 0          | C3                             | 9                              | 0                              | 4      | 0      | 54    | 4     |
| 2011-2012             | Paris Saint-Germain   | Ligue 1               | 22          | 0           | 2               | 0               | 1                 | 0                 | -          | -          | C3                             | 1                              | 0                              | 1      | 0      | 27    | 0     |
| 2012-2013             | Paris Saint-Germain   | Ligue 1               | 27          | 2           | 3               | 0               | 1                 | 0                 | -          | -          | C1                             | 3                              | 0                              | 9      | 0      | 43    | 2     |
| Sous-total            | Sous-total            | Sous-total            | 151         | 7           | 17              | 0               | 10                | 0                 | 1          | 0          | -                              | 22                             | 0                              | 14     | 0      | 215   | 7     |
| 2013-2014             | Liverpool FC          | Premier League        | 18          | 1           | -               | -               | 1                 | 0                 | -          | -          | -                              | -                              | -                              | 9      | 2      | 28    | 3     |
| 2014-2015             | Liverpool FC          | Premier League        | 16          | 0           | 5               | 0               | 4                 | 0                 | -          | -          | C1+C3                          | 1+1                            | 0+0                            | 3      | 0      | 30    | 0     |
| 2015-2016             | Liverpool FC          | Premier League        | 22          | 1           | -               | -               | 2                 | 0                 | -          | -          | C3                             | 10                             | 1                              | 2      | 0      | 36    | 2     |
| Sous-total            | Sous-total            | Sous-total            | 56          | 2           | 5               | 0               | 7                 | 0                 | -          | -          | -                              | 12                             | 1                              | 14     | 2      | 94    | 5     |
| 2016-2017             | Crystal Palace (prêt) | Premier League        | 8           | 0           | -               | -               | -                 | -                 | -          | -          | -                              | -                              | -                              | -      | -      | 8     | 0     |
| 2017-2018             | Crystal Palace        | Premier League        | 19          | 1           | -               | -               | 1                 | 0                 | -          | -          | -                              | -                              | -                              | -      | -      | 20    | 1     |
| 2018-2019             | Crystal Palace        | Premier League        | 27          | 0           | -               | -               | -                 | -                 | -          | -          | -                              | -                              | -                              | 1      | 0      | 28    | 0     |
| 2019-2020             | Crystal Palace        | Premier League        | 14          | 0           | -               | -               | -                 | -                 | -          | -          | -                              | -                              | -                              | -      | -      | 14    | 0     |
| 2020-2021             | Crystal Palace        | Premier League        | 4           | 0           | 1               | 0               | 1                 | 0                 | -          | -          | -                              | -                              | -                              | -      | -      | 6     | 0     |
| Sous-total            | Sous-total            | Sous-total            | 72          | 1           | 1               | 0               | 2                 | 0                 | -          | -          | -                              | -                              | -                              | 1      | 0      | 76    | 1     |
| 2021-2022             | Montpellier HSC       | Ligue 1               | 29          | 0           | 3               | 0               | -                 | -                 | -          | -          | -                              | -                              | -                              | -      | -      | 32    | 0     |
| 2022-2023             | Montpellier HSC       | Ligue 1               | 15          | 1           | 1               | 0               | -                 | -                 | -          | -          | -                              | -                              | -                              | -      | -      | 16    | 1     |
| 2023-2024             | Montpellier HSC       | Ligue 1               | 1           | 0           | 0               | 0               | -                 | -                 | -          | -          | -                              | -                              | -                              | -      | -      | 1     | 0     |
| Sous-total            | Sous-total            | Sous-total            | 45          | 1           | 4               | 0               | -                 | -                 | -          | -          | -                              | -                              | -                              | -      | -      | 49    | 1     |
| 2024                  | Torpedo Koutaïssi     | Umaglesi Liga         | 11          | 0           | -               | -               | -                 | -                 | -          | -          | C4                             | 2                              | 0                              | -      | -      | 13    | 0     |
| 2025                  | Torpedo Koutaïssi     | Umaglesi Liga         | 5           | 0           | -               | -               | -                 | -                 | -          | -          | -                              | -                              | 0                              | -      | -      | 5     | 0     |
| Sous-total            | Sous-total            | Sous-total            | 16          | 0           | -               | -               | -                 | -                 | -          | -          | -                              | 2                              | 0                              | -      | -      | 18    | 0     |
| Total sur la carrière | Total sur la carrière | Total sur la carrière | 342         | 11          | 27              | 0               | 19                | 0                 | 1          | 0          | -                              | 36                             | 1                              | 29     | 2      | 454   | 14    |

### Buts internationaux
| # | Date             | Lieu                                 | Compétition                       | Adversaire | Résultat | Détails | Détails     | Détails | Sél. |
| - | ---------------- | ------------------------------------ | --------------------------------- | ---------- | -------- | ------- | ----------- | ------- | ---- |
| 1 | 19 novembre 2013 | Stade de France, Saint-Denis, France | Barrage de la Coupe du monde 2014 | Ukraine    | V 3-0    | 22e     | pied gauche | 1-0     | 16e  |
| 2 | 19 novembre 2013 | Stade de France, Saint-Denis, France | Barrage de la Coupe du monde 2014 | Ukraine    | V 3-0    | 72e     | pied droit  | 3-0     | 16e  |